# Moussey (Aube)
Moussey település Franciaországban, Aube megyében. Lakosainak száma 661 fő (2022. január 1.). Moussey Buchères, Isle-Aumont, Saint-Léger-près-Troyes, Saint-Pouange, Saint-Thibault és Villemereuil községekkel határos.

## Népesség
A település népességének változása:
| Lakosok száma | 271  | 411  | 398  | 471  | 606  | 626  | 638  | 643  | 652  | 661  |
|               | 1968 | 1982 | 1990 | 2006 | 2013 | 2015 | 2017 | 2019 | 2020 | 2022 |